# Kropáčova Vrutice
Obec Kropáčova Vrutice se nachází v okrese Mladá Boleslav, kraj Středočeský. Rozkládá se asi sedmnáct kilometrů jihozápadně od Mladé Boleslavi. Žije zde 943 obyvatel. Obcí protéká Košátecký potok, přijímající poblíž obce silné prameny, které nejprve napájejí tři vodní nádrže.

## Historie
První písemná zmínka o obci pochází z roku 1385. Dne 1. května 1867 byla v obci založena pošta.

### Územněsprávní začlenění
Dějiny územněsprávního začleňování zahrnují období od roku 1850 do současnosti. V chronologickém přehledu je uvedena územně administrativní příslušnost obce v roce, kdy ke změně došlo:
- 1850 země česká, kraj Jičín, politický okres Nymburk, soudní okres Nové Benátky[5]
- 1855 země česká, kraj Mladá Boleslav, soudní okres Nové Benátky[5]
- 1868 země česká, politický okres Mladá Boleslav, soudní okres Nové Benátky[5]
- 1937 země česká, politický okres Mladá Boleslav expozitura Nové Benátky, soudní okres Nové Benátky[6]
- 1939 země česká, Oberlandrat Jičín, politický okres Mladá Boleslav expozitura Nové Benátky, soudní okres Nové Benátky[7]
- 1942 země česká, Oberlandrat Praha, politický okres Brandýs nad Labem, soudní okres Nové Benátky[8]
- 1945 země česká, správní okres Mladá Boleslav, expozitura a soudní okres Benátky nad Jizerou[9]
- 1949 Pražský kraj, okres Mladá Boleslav[10]
- 1960 Středočeský kraj, okres Mladá Boleslav[11]

### Rok 1932
Ve vsi Kropáčova Vrutice s 674 obyvateli v roce 1932 byly evidovány tyto úřady, živnosti a obchody: poštovní úřad, telegrafní úřad, telefonní úřad, četnická stanice, cihelna, cukrovar, 2 hostince, krejčí, obuvník, pekař, 2 řezníci, 4 obchody se smíšeným zbožím, trafika, 2 velkostatky.
Ve vsi Kojovice s 150 obyvateli (v roce 1932 samostatné vsi, ale která se později stala součástí Kropáčovy Vrutice) byly evidovány tyto živnosti a obchody: hostinec, pila, rolník, obchody se smíšeným zbožím, tesařský mistr, trafika.
Ve vsi Krpy s 643 obyvateli (v roce 1932 samostatné vsi, ale která se později stala součástí Kropáčovy Vrutice) byly evidovány tyto živnosti a obchody: zvěrolékař, obchod s dobytkem, holič, hospodářské strojní družstvo, 3 hostince, kolář, 2 kováři, krejčí, obchod se surovými kůžemi, 2 obchody s máslem a vejci, mlýn, 2 obuvníci, 2 pekaři, pokrývač, povozník, 2 rolníci, řezník, sadař, 2 obchody se smíšeným zbožím, spořitelní a záložní spolek, 2 trafiky, truhlář, zahradník.
Ve vsi Střížovice s 252 obyvateli (v roce 1932 samostatné vsi, ale která se později stala součástí Kropáčovy Vrutice) byly evidovány tyto živnosti a obchody: výroba cementového zboží, 2 hostince, mlýn, pekař, pila, 2 sedláři, 2 obchody se smíšeným zbožím, okresní hospodářská záložna, spořitelna, 2 trafiky, 3 obchody se zemskými plodinami.

## Doprava
Silniční doprava
Do obce vedou silnice III. třídy. Ve vzdálenosti 2,5 km lze najet na silnici I/16 Mělník - Mladá Boleslav - Jičín.
Železniční doprava
Nádraží, nacházející se ve vedlejší obci Střížovice - která také spadá pod Krop.Vrutici leží v km 50, 953 na jednokolejné   železniční trati Praha – Turnov. Jedná se o celostátní trať, doprava byla na trati zahájena roku 1865. (Sídlem přednosty je žst. Mladá Boleslav hl.n.)
Po této trati jezdí osobní vlaky i rychlíky, v pracovních dnech roku 2011 je to mezi Všetaty a Mladou Boleslaví obousměrně 5 rychlíků, 1 spěšný a 12 osobních vlaků.)
Stanice je integrovaná do Pražské Integrované Dopravy, leží v 5. tarifním pásmu. Stanici projíždí několikrát denně rychlíky linky R21 ARRIVA vlaky (Praha hl.n - Tanvald), osobní vlaky Českých drah linky S3 (Praha Masarykovo nádraží - Turnov), spěšné vlaky "Jizera" R43 (Praha Masarykovo nádraží - Turnov).
2018 - Od roku 2018 rychlíky „Jizera“ provozované Českými drahami na trase R43 Praha-Turnov převzala soukromá společnost ARRIVA vlaky. Železniční stanicí „Kropáčova Vrutice“ i žel. zastávkou na znamení „Kojovice“ nacházející se na území obce tyto rychlíky projíždějí.
Autobusová doprava
V obci zastavovaly v květnu 2011 autobusové linky jedoucí do směrů: Benátky nad Jizerou, Bezno, Mělnické Vtelno, Mělník, Mladá Boleslav, Praha,,Černý Most, Roudnice nad Labem 

## Části obce
- Kropáčova Vrutice
- Kojovice
- Krpy
- Střížovice
- Sušno

Od 1. ledna 1990 do 23. listopadu 1990 k obci patřily i Košátky (původně od 1. ledna 1973 do 31. prosince 1989 Nové Košátky a Staré Košátky).